# Mestosoma palmatum
Mestosoma palmatum är en mångfotingart som först beskrevs av Christoph D. Schubart 1954.  Mestosoma palmatum ingår i släktet Mestosoma och familjen orangeridubbelfotingar. Inga underarter finns listade i Catalogue of Life.